# Alen Bokšić
Alen Bokšić (Kroatisch: alɛn ˈbɔkʃitɕ, Makarska, 21 januari 1970) is een voormalig voetballer uit Kroatië. Hij was een aanvaller, die vooral bekendstond om zijn techniek. Internationaal was er veel succes. Hij won als clubspeler eenmaal de UEFA Champions League, eenmaal de wereldbeker, eenmaal de Europacup II en tweemaal de UEFA Super Cup

## Begin carrière
Bokšić is geboren in Makarska en begon zijn loopbaan bij de club Zmaj uit zijn geboorteplaats. Al snel vertrok hij naar de Kroatische topclub Hajduk Split, waar hij in 1987 in het eerste elftal terechtkwam. Bij deze club won hij zijn eerste prijs: de Joegoslavische Supercup in 1987, in 1991 won hij deze prijs nog een keer. Tijdens de finale van 1991 maakte hij de enige goal van de wedstrijd. Voor Hajduk speelde hij 174 wedstrijden en maakte hij zestig goals.

## Vervolg
In het seizoen 1991/92 vertrok Bokšić bij Hajduk. Hij ging naar Frankrijk om te spelen voor AS Cannes. Vanwege veel blessureleed speelde hij echter maar één duel, waarna hij vertrok naar Olympique Marseille. Hij won dat jaar het Franse landskampioenschap en de Champions League en werd bovendien topscorer van de competitie met 23 goals. In 1993 eindigde hij op de tweede plaats in de verkiezing Europees voetballer van het jaar, achter Roberto Baggio.
Na zijn periode bij Marseille vertrok Bokšić naar Italië. Hij begon aan zijn eerste periode bij Lazio Roma, die tot 1996 zou duren. Na deze periode speelde hij één jaar voor Juventus, waar hij landskampioen werd. Na dit seizoen keerde hij terug bij Lazio, waar hij twee keer de Italiaanse beker, de landstitel en de Europacup II won.
Bokšić beëindigde zijn carrière in Engeland, waar hij in 2000 ging spelen voor Middlesbrough.

## Trainerscarrière
Op 4 juni 2012 werd bekendgemaakt dat Bokšić samen met andere Kroatische oud-spelers het assistententeam van de Kroatische bondscoach Igor Štimac zou vormen. Nadat Štimac vertrok bij Kroatië, eindigde ook de baan van Bokšić als assistent-trainer bij de Vatreni.

## Erelijst
Als speler
| Competitie            |              |                  |              |              |
| Competitie            | Aantal       | Jaren            |              |              |
| Hajduk Split          | Hajduk Split | Hajduk Split     | Hajduk Split | Hajduk Split |
| --------------------- | ------------ | ---------------- | ------------ | ------------ |
| Beker van Joegoslavië | 1x           | 1990/91          |              |              |
| Olympique Marseille   |              |                  |              |              |
| UEFA Champions League | 1x           | 1992/93          |              |              |
| Juventus              |              |                  |              |              |
| Mondiaal              |              |                  |              |              |
| Wereldbeker           | 1x           | 1996             |              |              |
| Internationaal        |              |                  |              |              |
| UEFA Super Cup        | 1x           | 1996             |              |              |
| Nationaal             |              |                  |              |              |
| Serie A               | 1x           | 1996/97          |              |              |
| Lazio Roma            |              |                  |              |              |
| Internationaal        |              |                  |              |              |
| Europacup II          | 1x           | 1998/99          |              |              |
| UEFA Super Cup        | 1x           | 1999             |              |              |
| Nationaal             |              |                  |              |              |
| Serie A               | 1x           | 1999/00          |              |              |
| Coppa Italia          | 2x           | 1997/98, 1999/00 |              |              |

Individueel
- Ligue 1 Topscoorder: 1992/93
- Ligue 1 Buitenlands voetballer van het Jaar: 1993
- Onze d'Or: 1993
- Ballon d'Or: 4e plaats in 1993
- Kroatisch Voetballer van het Jaar: 1993
- Middlesbrough Supporters clubspeler van het Jaar: 2000/01